# コリダリンシンターゼ
コリダリンシンターゼ(Corydaline synthase、EC 2.1.1.147)は、以下の化学反応を触媒する酵素である。
S-アデノシル-L-メチオニン + パルマチン + 2 NADPH + H+{\displaystyle \rightleftharpoons }S-アデノシル-L-ホモシステイン + コリダリン + 2 NADP+
従って、基質はS-アデノシルメチオニンとパルマチンとNADPHとH+の4つ、生成物はS-アデノシル-L-ホモシステインとコリダリンとNADP+の3つである。
この酵素は異性化酵素、特にメチル基を転移させるメチルトランスフェラーゼに分類される。系統名は、S-アデノシル-L-メチオニン:プロトベルベリン 13-C-メチルトランスフェラーゼ(S-adenosyl-L-methionine:protoberberine 13-C-methyltransferase)である。